# Agrotis talda
Agrotis talda là một loài bướm đêm trong họ Noctuidae.